# Czurczchela

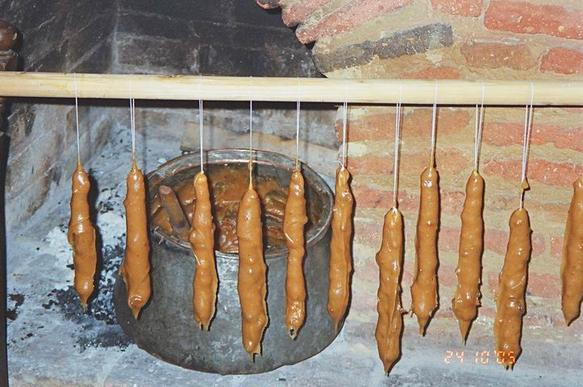
Czurczchela

Czurczchela (gruz. ჩურჩხელა) – gruziński deser produkowany z orzechów i winogron. Znany w Rosji i innych krajach postradzieckich jako чурчхела, Turcji jako Pestil Cevizli Sucuk.
Orzechy są wiązane nićmi. Gotowane w soku z winogron i masie z mąki kukurydzianej oraz cukru tworzą coś na kształt podłużnych batonów.